# Depressaria olerella
Depressaria olerella is een vlinder uit de familie grasmineermotten (Elachistidae). De wetenschappelijke naam is voor het eerst geldig gepubliceerd in 1854 door Zeller.
De soort komt voor in Europa.